# Virginie Carton
Virginie Carton, née le 12 avril 1972 à Lille, est une romancière française.

## Biographie
Après un bac lettres et philosophie, Virginie Carton étudie les lettres modernes à l'université de Lille 3. Elle est titulaire d’un master de lettres modernes à Paris 3 Sorbonne Nouvelle. En 1996, elle devient journaliste à La Voix du Nord où elle se spécialise dans la musique et la chanson française.
Son premier roman Des amours dérisoires a paru chez Grasset en mai 2012 et a été traduit en Allemagne et en Espagne. Elle y évoque, sur un ton doux-amer, la difficulté du choix amoureux et pose la question de l’engagement. Son deuxième roman La Blancheur qu'on croyait éternelle, a paru chez Stock en mars 2014. Il raconte le chassé-croisé tragi-comique de Mathilde et Lucien, deux personnages old school, deux solitudes perdues dans un monde où les sentiments n’ont plus de place. Il "montre avec un ton badin mais pas si léger des héros maladroits, empêtrés dans leur rapport aux autres et décontenancés par les codes générationnels qu'on leur impose",. Pour ce roman, Alain Souchon a autorisé l’auteur à utiliser une phrase de sa chanson L'Amour à la machine pour titre et Claude Lelouch a prêté une image du film Un homme et une femme, utilisée en bandeau du livre, le héros, Lucien, étant un admirateur du film et de Jean-Louis Trintignant. Le roman a reçu le Prix du roman français Confidentielles 2014.
Virginie Carton est jurée du Prix Françoise-Sagan 2015
Son troisième roman La Veillée, paru chez Stock en mars 2016, met en scène les retrouvailles de deux amis, Marie et Sébastien, autour de la mort du père de ce dernier. Au cours d'une veillée funèbre une nuit de neige, ils vont découvrir que le défunt n'a pas mené la vie qu'on lui prêtait et les longues heures passées à son chevet vont leur permettre de se dire quelques vérités refoulées. C'est un huis clos découpé en cinq actes à la façon des tragédies classiques, dans lequel l'auteur s'amuse à créer des rebondissements et à mêler, comme pour ses deux premiers romans, le tragique au comique[réf. nécessaire].
En 2020, Virginie Carton fait la rencontre de Lili Keller-rosenberg, connue sous le nom de Lili Leignel dans le cadre de son métier de journaliste. Elle propose de l’aider à écrire le récit de sa déportation dans les camps de concentration de Bergen Belsen et Birkenau. Et nous sommes revenus seuls parait aux éditions Plon en avril 2021.
Son quatrième roman Restons bons amants raconte la vie d’une femme de ses 23 ans à la soixantaine, qui aime deux hommes, un dans l’ombre et l’autre dans la lumière. Pour la première fois, l’auteur emploie la première personne du singulier pour une introspection intimiste et pudique du personnage principal, Hélène, qui s’adresse à son amant. Paru aux éditions Viviane Hamy en février 2022, c’est un roman qui rompt avec la comédie et le ton tragi-comique des précédents romans pour aborder le thème du tiraillement amoureux, de la liberté et la fidélité dans la relation conjugale et des limites de l’amoralité.

## Vie privée
Elle a trois enfants, Robinson Jankielewicz (2000), Simon Jankielewicz (2002), Archibald Jankielewicz (2006).[réf. nécessaire]

## Œuvres
- Des amours dérisoires, éditions Grasset, 2012.
- La Blancheur qu'on croyait éternelle, éditions Stock, 2014.
- La Veillée, éditions Stock, 2016.
- Et nous sommes revenus seuls, Lili Keller-Rosenberg (co auteur), Plon, 2021.
- Restons bons amants, Viviane Hamy, 2022.